# Shivaraj
Shivaraj (Nepali शिवराज Shivaraj) ist eine Stadt (Munizipalität) im mittleren Terai im Distrikt Kapilbastu (Nepal).
Die Stadt entstand 2014 durch Zusammenlegung der Village Development Committees Birpur, Bishunpur, Chanai, Jawabhari und Shivapur.
Das Stadtgebiet umfasst 192,6 km².

## Einwohner
Bei der Volkszählung 2011 hatten die VDCs, aus welchen die Stadt Shivaraj entstand, 49.988 Einwohner (davon 24.948 männlich) in 8441 Haushalten.